# Prunus brachypetala
Prunus brachypetala är en rosväxtart som beskrevs av Wilhelm Gerhard Walpers. Prunus brachypetala ingår i släktet prunusar, och familjen rosväxter. Utöver nominatformen finns också underarten P. b. bornmuelleri.